# 伊奇克赫烏利亞山
9°58′50″S 77°14′31″W / 9.98056°S 77.24194°W

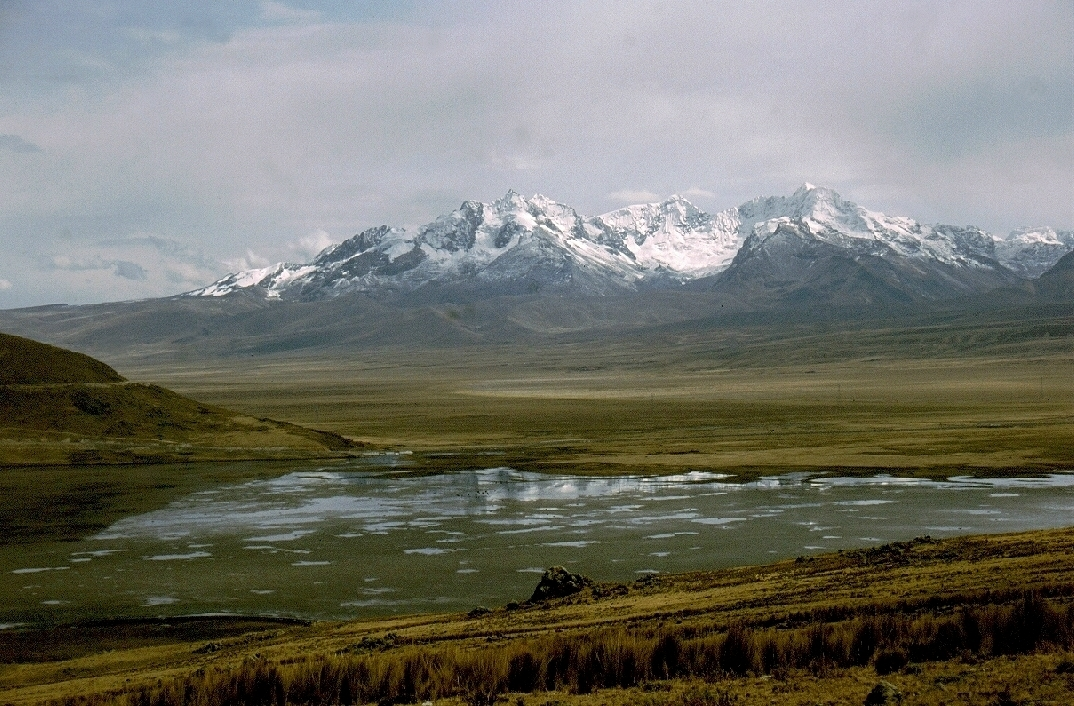

伊奇克赫烏利亞山（Ichic Jeulla），是秘魯的山峰，位於該國北部安卡什大區，由雷奈伊省的卡塔克區負責管轄，屬於布蘭卡山脈的一部分，海拔高度5,091米。